# Saeed Janfada
Saeed Janfada (Teheran, 21 maart 1964) is een Iraans voormalig voetballer die als verdediger speelde. Hij was de eerste Iraanse profvoetballer in de Nederlandse competitie.

## Loopbaan
Janfada begon bij PAS Tehran FC en speelde daarna voor Esteghlal FC. In het seizoen 1987/88 kwam hij uit voor Daraei. Hij vroeg op 15 oktober 1988, toen hij met de nationale ploeg op weg was voor een wedstrijd in Oost-Duitsland, bij een tussenlanding op Schiphol politiek asiel aan. Janfada kwam uiteindelijk in een asielzoekerscentrum in Roermond terecht.
Vanaf januari 1989 ging hij meetrainen met VVV. In september 1990 werd hij speelgerechtigd en op 5 september maakte hij zijn debuut bij VVV als invaller voor Jos Rutten tijdens een met 4-2 gewonnen thuiswedstrijd tegen Emmen. Tussen 1990 en 1994 speelde hij in totaal 100 officiële wedstrijden voor VVV. Na een conflict met trainer Remy Reynierse werd hij in september 1994 tot het einde van het seizoen 1994/95 verhuurd aan EVV Eindhoven. Daarna kwam hij nog uit voor RFC Roermond. Hij speelde meerdere interlands voor het Iraans voetbalelftal en maakte deel uit van de selectie voor de Azië Cup in 1988.
Janfada had in Iran economie gestudeerd en kreeg de Nederlandse nationaliteit.

## Profstatistieken
| Seizoen         | Club            | Competitie      | Competitie | Competitie | Beker | Beker | Nacompetitie | Nacompetitie | Totaal | Totaal |
| Seizoen         | Club            | Competitie      | Wed.       | Dlp.       | Wed.  | Dlp.  | Wed.         | Dlp.         | Wed.   | Dlp.   |
| --------------- | --------------- | --------------- | ---------- | ---------- | ----- | ----- | ------------ | ------------ | ------ | ------ |
| 1990/91         | VVV             | Eerste divisie  | 19         | 0          | 2     | 0     | 4            | 0            | 25     | 0      |
| 1991/92         | VVV             | Eredivisie      | 6          | 0          | 2     | 0     | —            | —            | 8      | 0      |
| 1992/93         | VVV             | Eerste divisie  | 25         | 1          | 2     | 1     | —            | —            | 27     | 2      |
| 1993/94         | VVV             | Eredivisie      | 31         | 1          | 2     | 0     | 6            | 0            | 39     | 1      |
| 1994/95         | VVV             | Eerste divisie  | 0          | 0          | 1     | 0     | 0            | 0            | 1      | 0      |
| 1994/95         | Eindhoven       | Eerste divisie  | 29         | 0          | 2     | 0     | —            | —            | 31     | 0      |
| Carrière totaal | Carrière totaal | Carrière totaal | 110        | 2          | 11    | 1     | 10           | 0            | 131    | 3      |